# Bibendum
Pour les articles homonymes, voir Bibendum (homonymie).

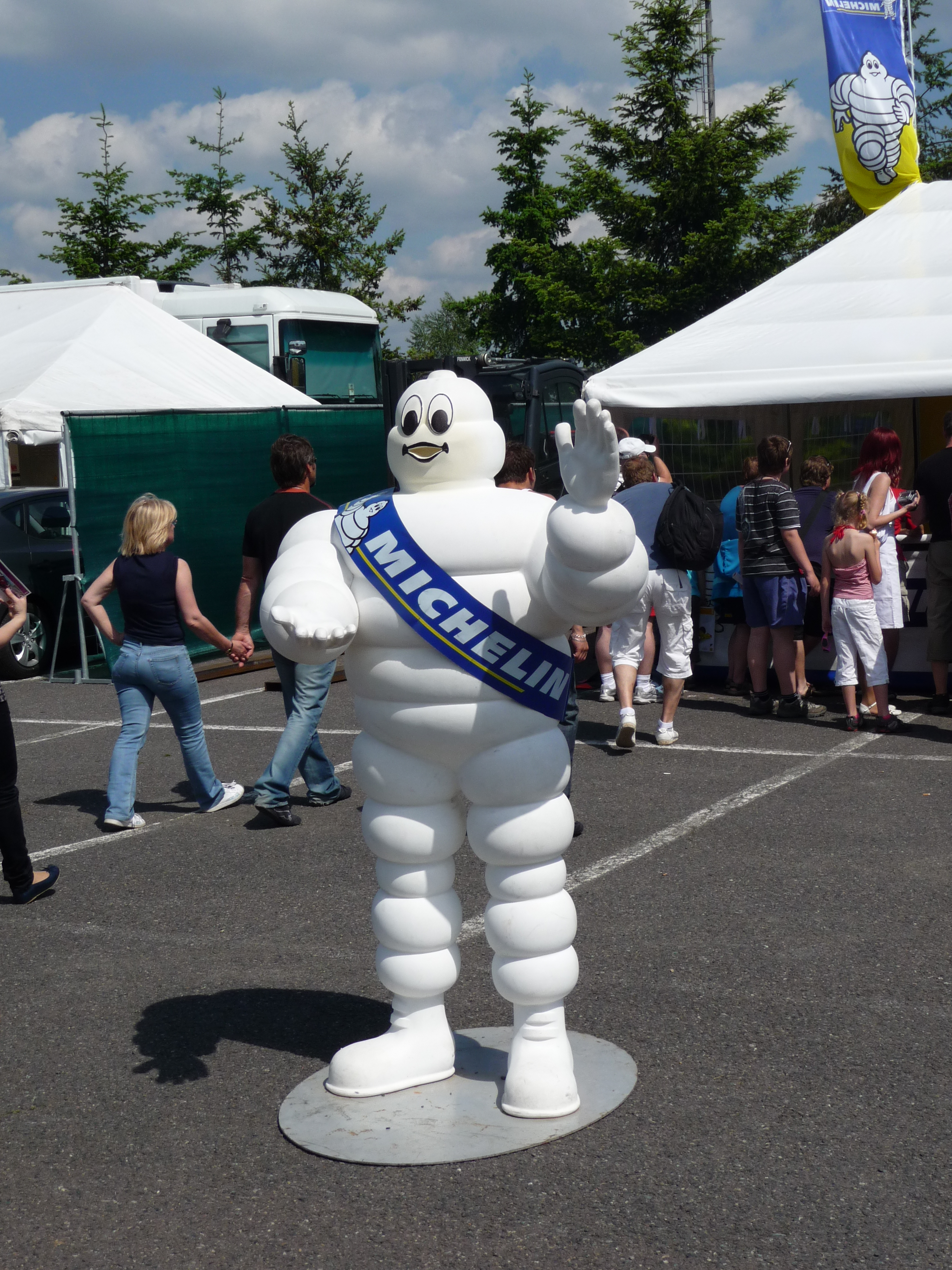
Bibendum Michelin en 2010.

Bibendum, aussi appelé Bonhomme Michelin, est la mascotte de Michelin, une manufacture française de pneumatiques. Créé en 1898, il est devenu emblématique de la marque ainsi qu'un élément familier du sport automobile, au même titre que le dirigeable Goodyear et les passerelles Dunlop.

## Un sens de lapublicité
En 1893, le slogan de la manufacture est : « Le pneu Michelin boit l’obstacle ! », précédé de la maxime latine Nunc est bibendum (« Maintenant il faut boire »).

### Genèse du personnage

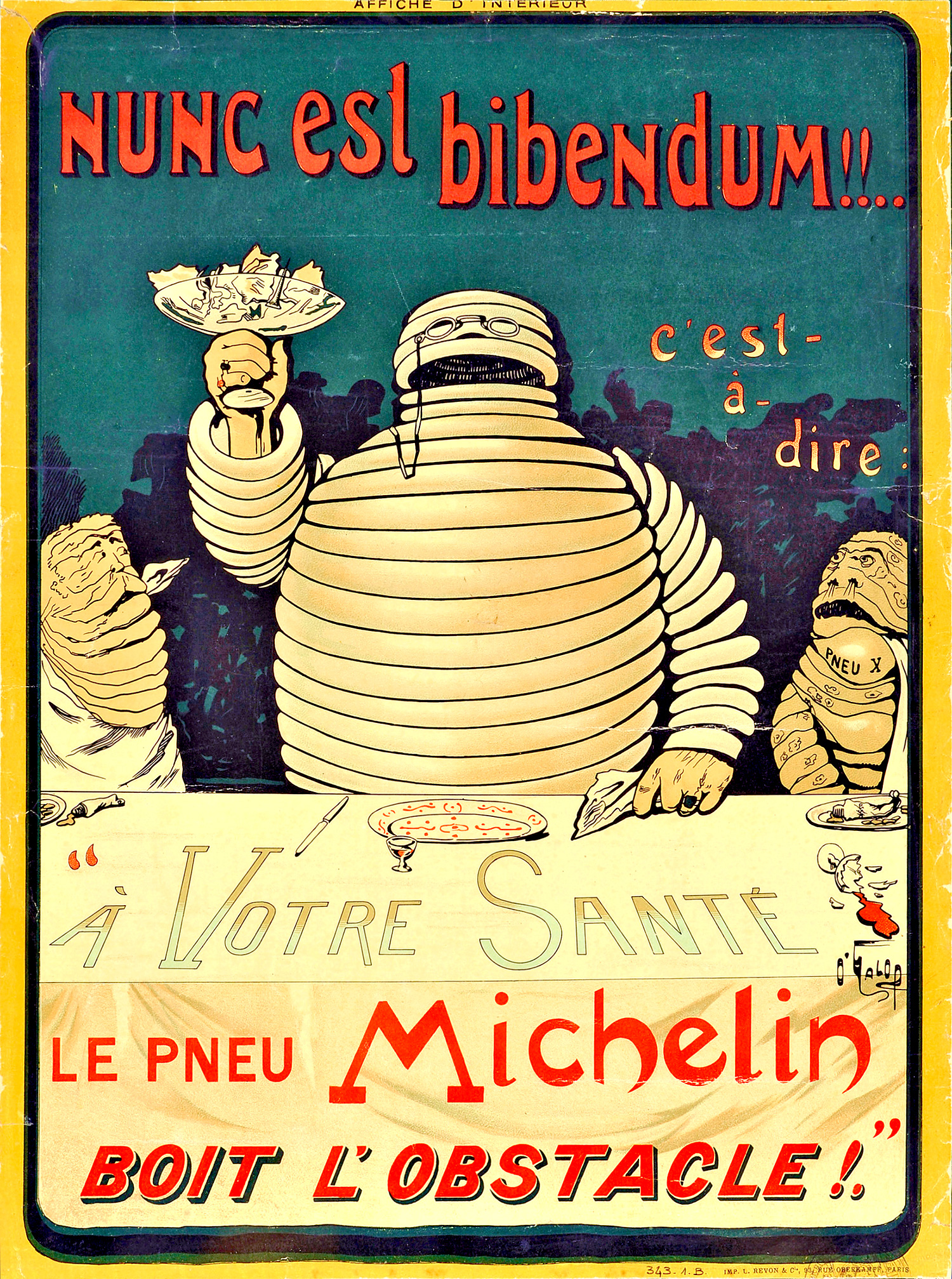
Première affiche représentant Bibendum par O’Galop 1898

En 1894, le stand Michelin est installé à l'Exposition universelle, internationale et coloniale de Lyon. Une pile de pneumatiques en signale l’entrée. À sa vue, Édouard Michelin dit à son frère André : « Regarde, avec des bras, cela ferait un bonhomme ! ».
Quelque temps après, le dessinateur O'Galop vient montrer à André Michelin ses projets d’affiches publicitaires. C’est une image refusée par une brasserie qui retient l’attention de l’industriel. On y voit un homme d’un bel embonpoint, supposé être Gambrinus, qui brandit une chope de bière en s’exclamant, d'après une expression du poète antique Horace : « Nunc est bibendum ! » (« C’est maintenant qu’il faut boire ! »). Ce buveur lui rappelle l'observation faite par son frère Édouard.
Une esquisse voit le jour en avril 1898 : le gros personnage est constitué de pneus, la chope est remplacée par une coupe remplie de débris de verre et de clous, la phrase latine a été conservée, on voit les autres convives qui se « dégonflent », et le slogan maison est repris : « Le pneu Michelin boit l'obstacle ».
En juin de la même année, un imposant « bonhomme Michelin » fait des débuts remarqués au Salon de l'automobile de Paris. En juillet, lors de la course Paris-Amsterdam-Paris, un jeune mécanicien de 18 ans bientôt coureur illustre — Léon Théry — voit s’approcher André Michelin et il s’écrie aussitôt : « voilà Bibendum, vive Bibendum ». L’interpellation est peut-être désinvolte, mais l’industriel sait qu’il tient là le nom de son personnage.

### Un symbole

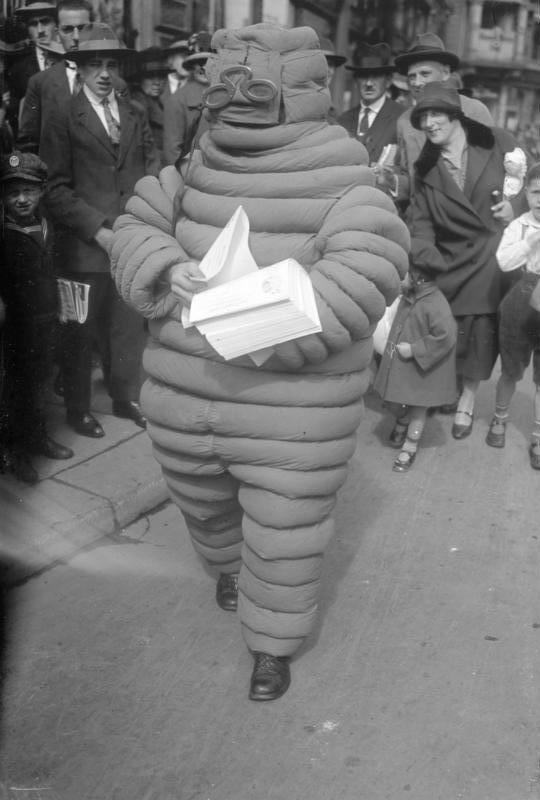
Dans les rues de Berlin, en 1925.

C’est le début d’une longue et fructueuse collaboration avec le dessinateur O’Galop. Une première publicité est publiée dans la presse en 1899. Soutenu par une série d’affiches de 1901 à 1913, Bibendum ne tarde pas à devenir populaire et à être adopté comme emblème publicitaire des pneumatiques de la marque.
Représenté en pied, avec lorgnons et cigare à la bouche, il est décliné sous d’innombrables représentations. Au départ, armé d'un couteau, il apparaît sur les affiches terrassant ses concurrents ensanglantés ; mais cette approche est rapidement oubliée afin de se diriger vers une publicité davantage paisible. Même la caricature politicienne s’en empare vers 1906. Juché sur des véhicules publicitaires, il est présent sur les circuits automobiles et cyclistes (Tour de France) et parade au défilé du carnaval de Nice et de celui de Paris. Dès la fin des années 1900, des mannequins à son effigie défilent lors d'événements sportifs. En 1908, un bureau du tourisme est créé et Bibendum devient omniprésent dans la presse et les divers ouvrages édités par la maison clermontoise (Guides, cartes routières, itinéraires, prospectus, cartes postales…). Sa notoriété ne tarde pas à franchir les frontières. À partir de 1927, son effigie est partout : chez les garagistes, dans les voitures, dans les maisons et sous forme de chocolat pour les enfants. En 1930, l’entreprise met un frein à cette prolifération de l’image qui la dépasse. Elle ne garde que les cartes routières et les guides de voyages. Pendant les années 1960, Bibendum arrête de fumer son cigare et perd du poids.

### L’ambassadeur
Son apparence évolue considérablement au cours du temps et des modes graphiques. Il investit la planète et fait l’objet de multiples métamorphoses. À partir de 1963 et tout au long des années 1970, des caravanes Michelin visitent un grand nombre de stations balnéaires de France et d’Europe pour organiser des jeux de plages avec des animateurs costumés en Bibendum. Il est l’ambassadeur idéal pour faire connaître dans le monde entier les pneus, cartes routières, guides hôteliers et guides touristiques de la firme de Clermont-Ferrand.

Logo de Michelin de 1997 à 2017

Pour fêter le centenaire de leur illustre mascotte, un nouveau logotype a fait son apparition en 1997 sous l'impulsion d'Édouard Michelin, après une relative absence. Le bonhomme a perdu un peu de ses rondeurs. Sa silhouette est maintenant plus élancée. En 2000, Bibendum est élu meilleur logo du siècle par un panel de professionnels interrogés par le Financial Times.
En 2003, la mascotte se numérise et passe de la 2D à la 3D sous la responsabilité du studio InEffecto de Montpellier et de Pierre Lergenmüller ainsi que Raoul Carbo Perea.
Le centenaire de 1998 voit aussi la création d'un Challenge Bibendum Michelin, organisé chaque année depuis (sauf 1999). À partir de 2009, des spots télévisés animés mettant le Bibendum en scène sont mis au point. En référence à sa genèse, il extrait notamment de son ventre des pneus pour venir en aide à des automobilistes.

## Bibendum dans tous ses états
- Il porte aujourd’hui le diminutif de « Bib » dans l’entreprise auvergnate.
- Par extension, dans l’argot de la société Michelin, les employés sont surnommés « Les bibs ».
- Devenues objets de collection, ses différentes effigies sont très recherchées par les collectionneurs.

## Dans la culture populaire

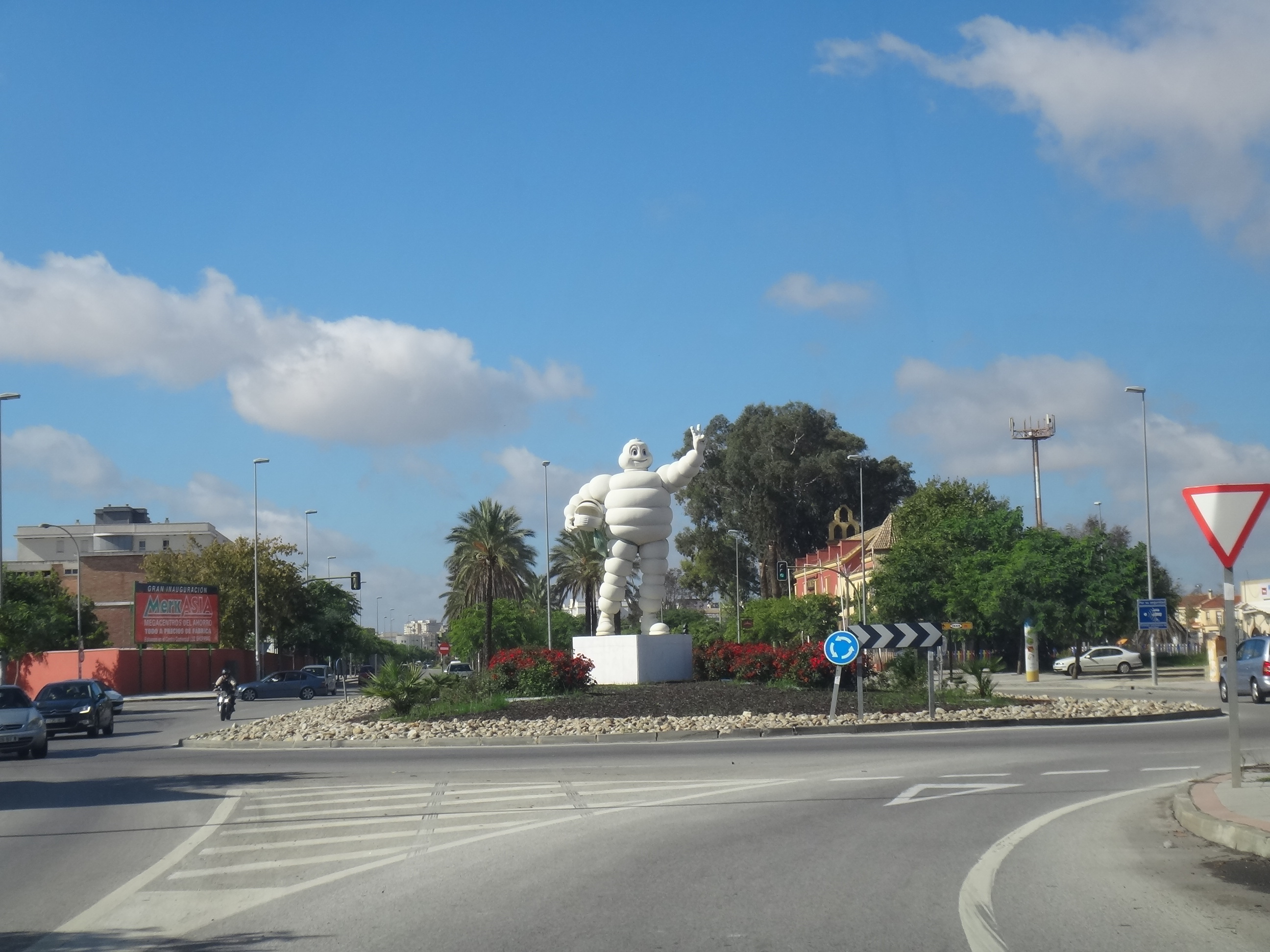
Monument à Jerez de la Frontera.

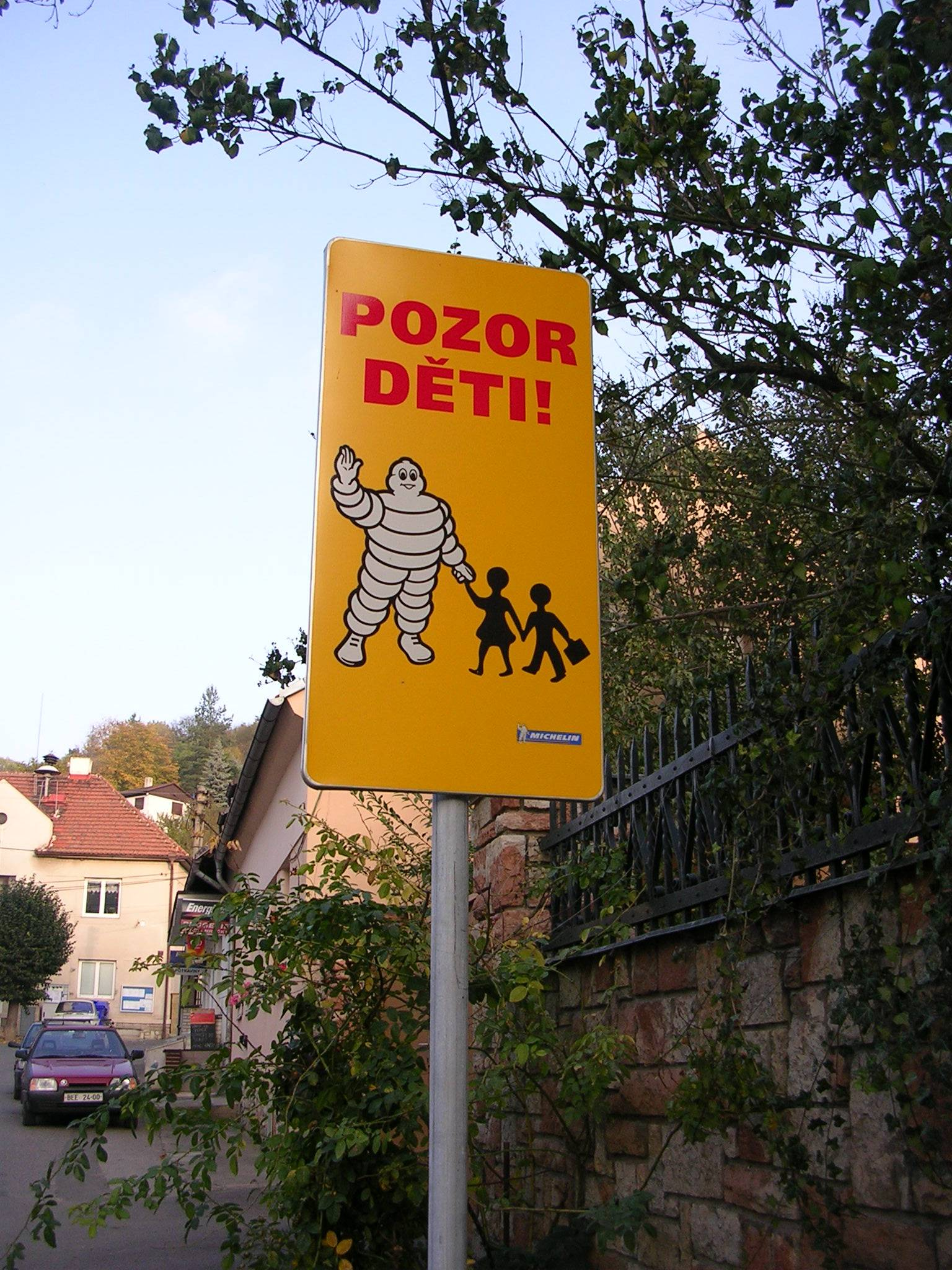
Panneau routier, en Tchéquie.

- Dans Coke en Stock, un album des aventures de Tintin sorti en 1958, le capitaine Haddock laisse « éclater » sa colère en traitant d’« espèce de Bibendum » un aviateur adverse, portant une bouée, qu'il vient de repêcher.
- La bande dessinée Le Bibendum céleste (3 tomes, 1994-2002), de Nicolas de Crécy, emprunte son nom au bonhomme Michelin pour désigner son héros Diego le phoque, Prix Nobel de l'Amour.
- Dans la bande dessinée Aristote et ses Potes, le restaurant reçoit régulièrement la visite dʼun enquêteur du guide Michelin, qui apparaît sous les traits de Bibendum.
- Une des chansons du groupe Tryo s'intitule Monsieur Bibendum. Elle figure sur l’album Grain de sable, sorti en 2003.
- Dans le roman de William Gibson, Identification des schémas, le personnage principal, Cayce, est affecté d'une phobie du Bibendum Michelin.
- Bibendum serait une des inspirations du personnage du Bibendum "Chamallow" ("Stay Puft Marshmallow Man"), mascotte d'une marque de bonbons fictive dans le film SOS Fantômes[8].
- C'est un des personnages principaux dans le court-métrage Logorama, récompensé de l'oscar du meilleur court-métrage d'animation 2010.
- L'arrière-petit-fils d'O'Galop a réalisé un documentaire animé de 52 minutes, diffusé sur France Télévisions, rendant hommage au créateur graphique du Bibendum. Le film s'intitule O'Galop[9].
- Le site BIB image référence toute l'iconographie en relation avec l'histoire du Bibendum Michelin.[BIB image] [10].
- En créole réunionnais, un « baba michelin » désigne un extraterrestre qu'aurait vu un homme, dans les années 60[11].
- Dans la série animée Les Simpson se trouvent également quelques références à la mascotte. On en aperçoit d'ailleurs quelques-unes dans l'épisode Souvenirs de Paris, auxquelles Homer montre une vidéo du feu de pneus de Springfield, choquant alors les mascottes.
- Dans la bande dessinée Docteur Schtroumpf, l’un des Schtroumpfs avertit le Schtroumpf gourmand : « Si tu continues comme ça, tu ne seras bientôt plus qu'un gros Bibenschtroumpf et tu seras la risée de tous les Schtroumpfs ! » (planche 9, page 11).
- Dans À l'est d'Eden d'Elia Kazan, on peut apercevoir une publicité avec le Bibendum au minutage 46 min 24 s.
- En 2011, le plasticien Terry Lawrie crée une série de sculptures figurant Bibendum dans des scènes parodiques inspirées du Discobole de Myron, de la Pietà de Michel-Ange, du Penseur de Rodin ou encore de la subway dress de Marilyn Monroe[12].
- Dans le manga Slam Dunk, Kawata Mikio est surnommé Bibendum par Sakuragi